# Anaglyptus
Genre
Anaglyptus est un genre d'insectes coléoptères de la famille des Cerambycidae.

## Liste des espèces rencontrées en Europe
- Anaglyptus arabicus Küster, 1847
- Anaglyptus gibbosus (Fabricius, 1787)
- Anaglyptus luteofasciatus Pic, 1905
- Anaglyptus mysticus (Linnaeus, 1758)
- Anaglyptus praecellens Holzschuh, 1981